# Jil Döhnert
Jil Döhnert (* 27. August 1985 in Berlin) ist eine ehemalige deutsche Volleyballspielerin.

## Karriere
Döhnert begann 1995 mit dem Volleyball beim heimischen USC Münster, wo sie ab 2001 in der Bundesliga spielte. 2004 und 2005 gewann sie mit dem USC jeweils das Double aus Deutscher Meisterschaft und Pokalsieg. 2008 wechselte die Mittelblockerin zum Ligakonkurrenten Allianz Volley Stuttgart und 2010 zum SWE Volley-Team nach Erfurt. Von 2011 bis 2018 spielte Döhnert beim Zweitligisten TV Gladbeck. In der Saison 2018/19 hatte sie einige Einsätze beim Bundesligisten NawaRo Straubing.

## Privates
Jil Döhnert lebt in Münster und arbeitet beim Landschaftsverband Westfalen-Lippe.